# Théâtre musical de Karlín
Le théâtre musical de Karlín (tchèque : Hudební divadlo Karlín) est un théâtre de Prague situé dans le quartier de Karlín consacré à l'opérette et à la comédie musicale. Construit en 1881, c'est un des plus vieux théâtres de Prague et c'est la seconde plus grande salle de la capitale tchèque après l'Opéra d’État de Prague.

## Galerie

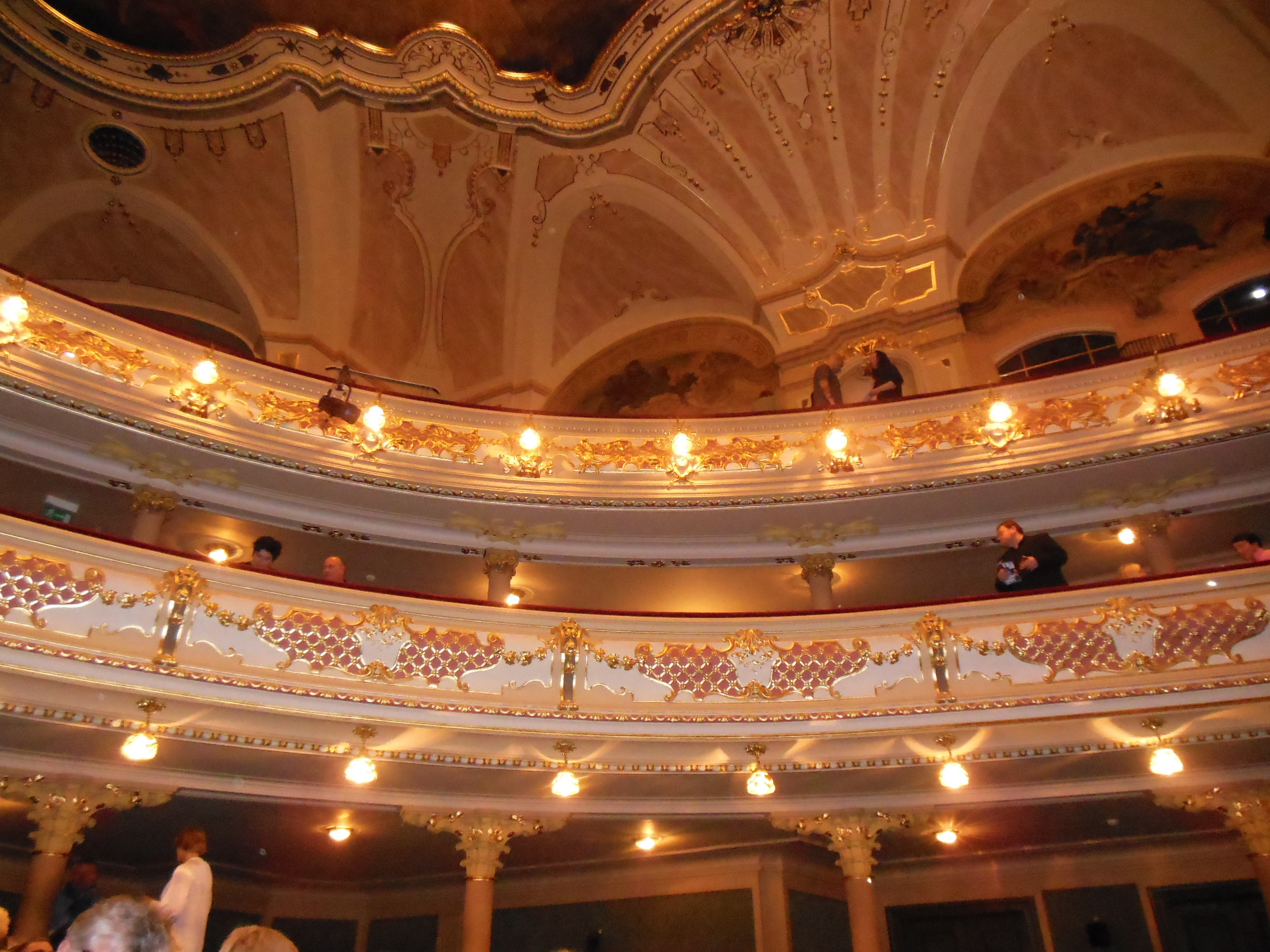
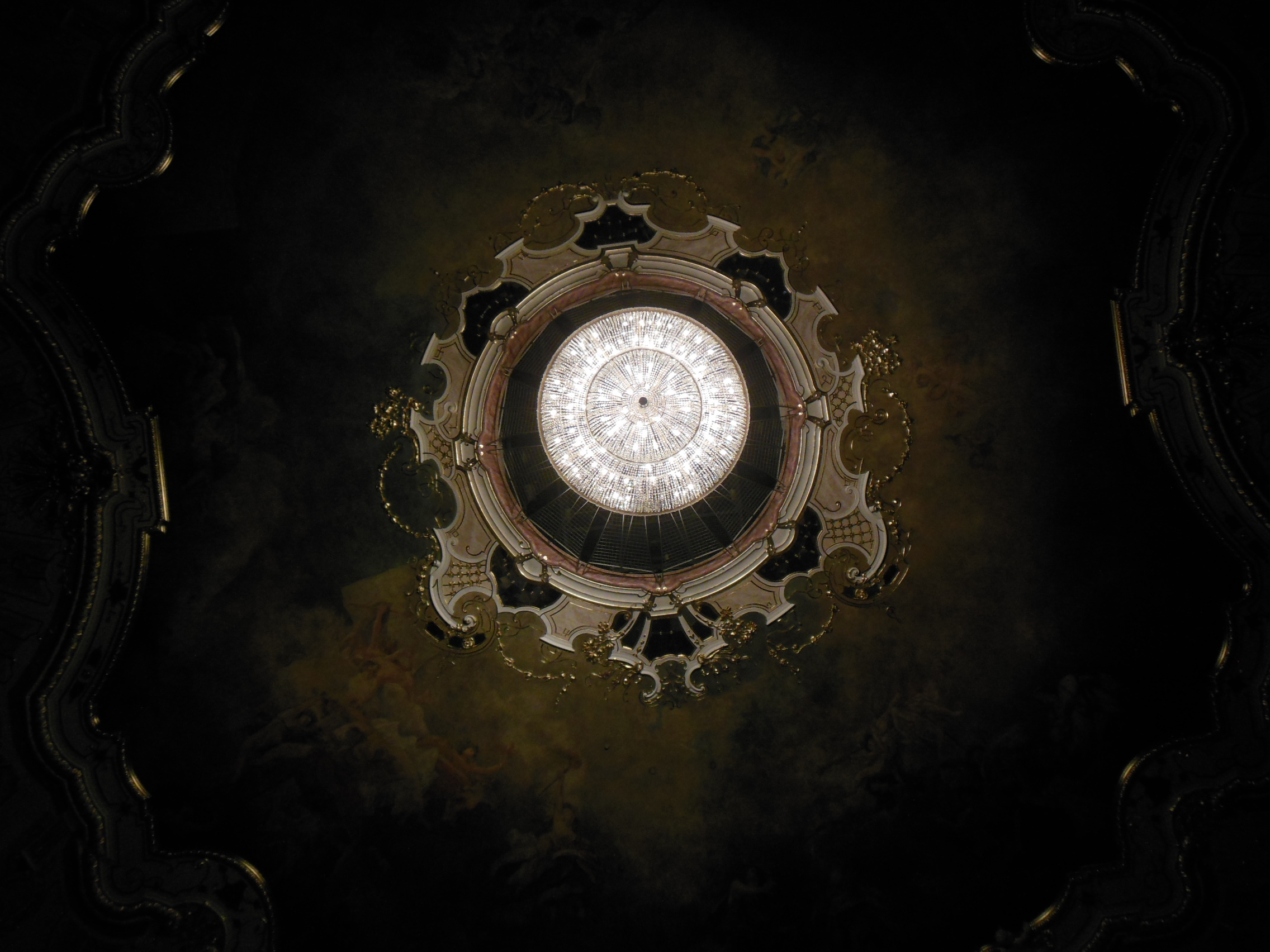
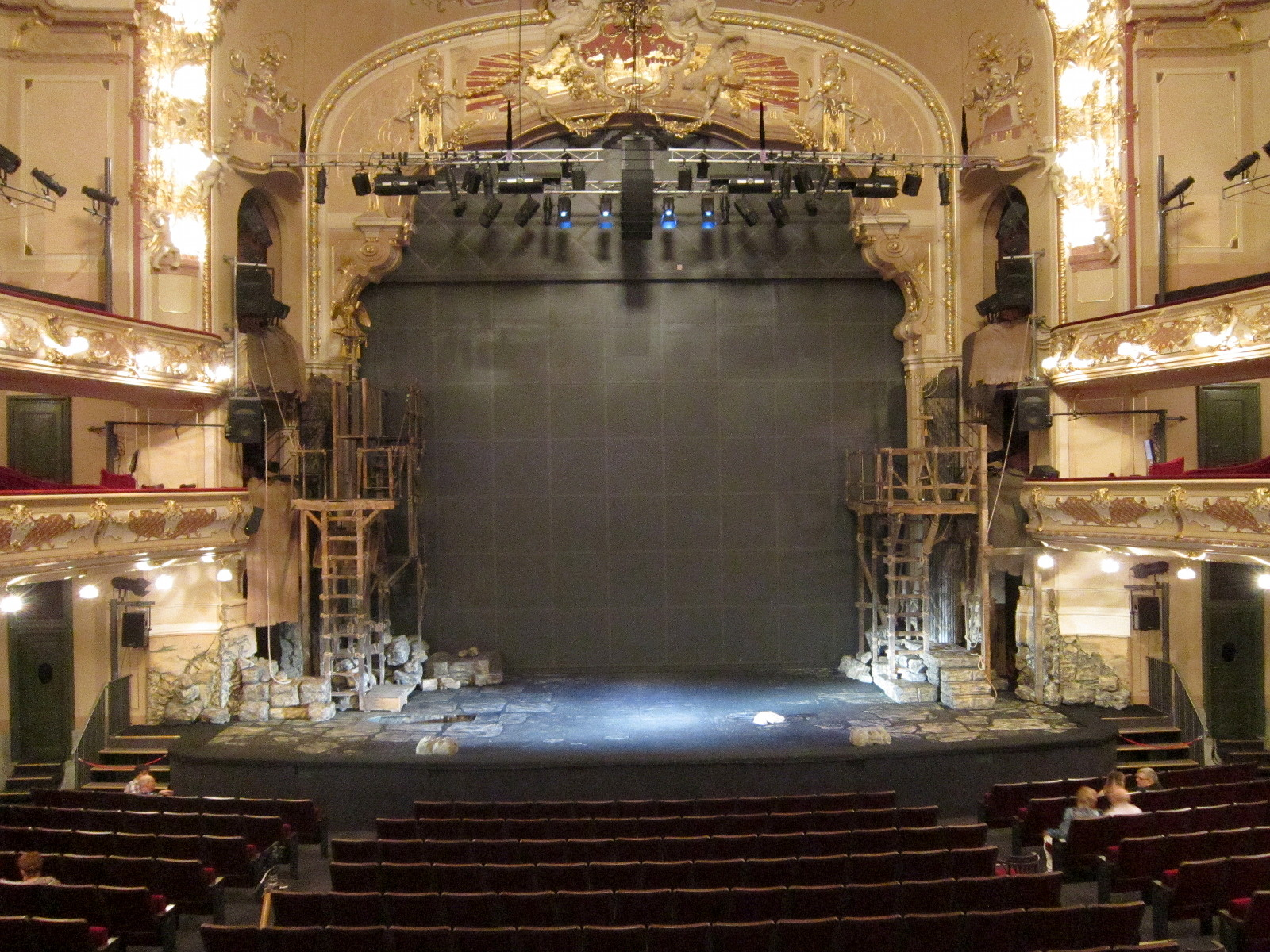
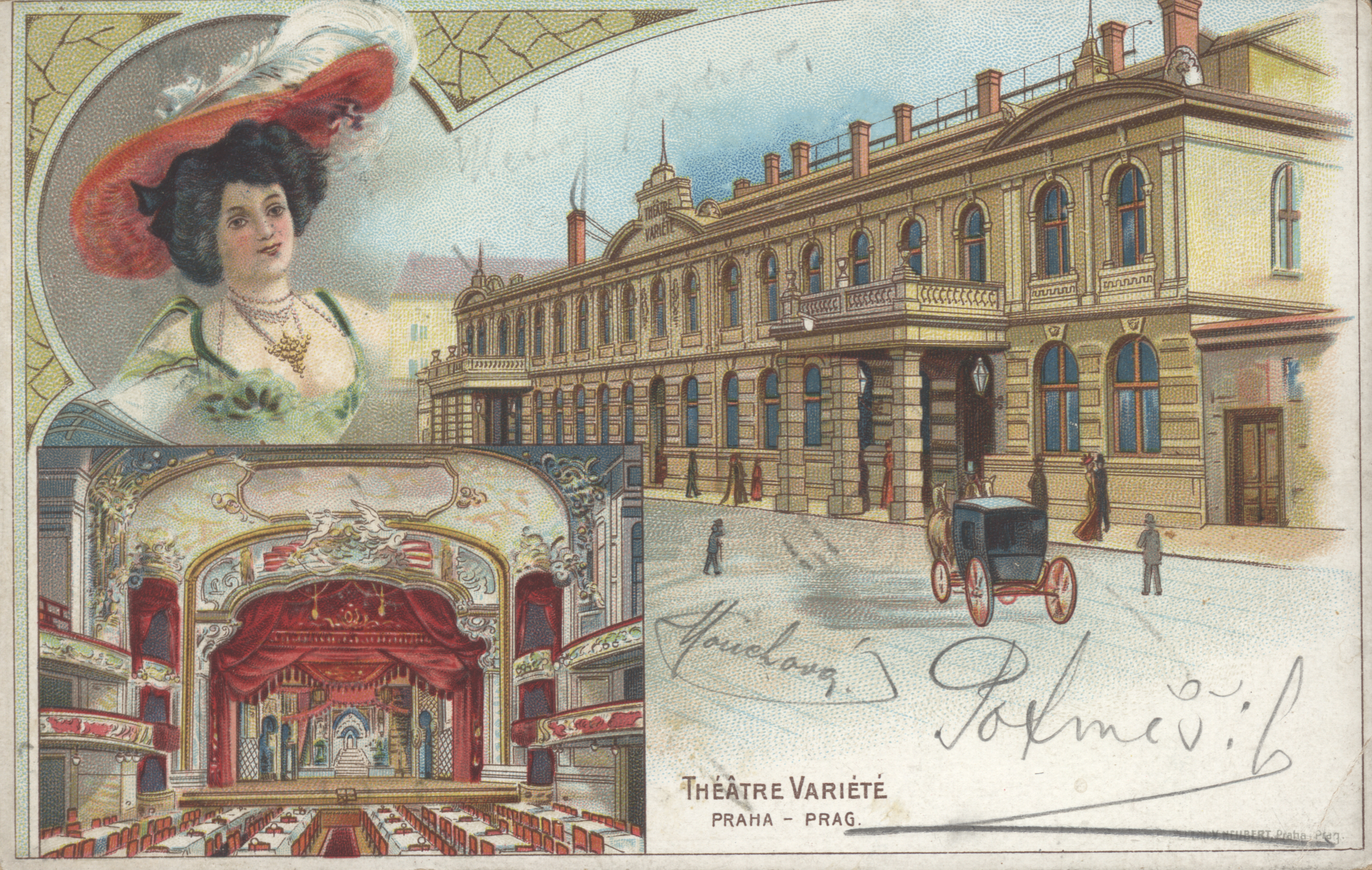